# Sankt Martin am Tennengebirge
Sankt Martin am Tennengebirge, St. Martin am Tennengebirge – gmina w Austrii, w kraju związkowym Salzburg, w powiecie St. Johann im Pongau. Liczy 1591 mieszkańców (1 stycznia 2015).